# شاوارش کوچاریان
شاوارش کوچاریان (ارمنی: Շավարշ Քոչարյան؛ زادهٔ ۳ آوریل ۱۹۴۸) دیپلمات، و سیاست‌مدار اهل ارمنستان است. مارگاریان نماینده دوره‌های اول تا سوم مجلس ملی جمهوری ارمنستان بوده‌است.